# Летевци (Вареш)
Летевци су насељено мјесто у општини Вареш, Босна и Херцеговина.

## Становништво
|        | 2013.      | 1991.       |
| Укупно | 0 (0,000%) | 78 (100,0%) |
| Срби   | –          | 78 (100,0%) |